# Мотель «Ниагара»
«Мотель „Ниагара“» (англ. Niagara Motel) — канадский фильм-трагикомедия 2006 года режиссёра Гэри Йейтса. Фильм был многократно номинирован на различные премии. Большая часть фильма была снята в Виннипеге и его окрестностях. Сцены в мотеле снимались в Стайнбаке.

## Сюжет
Фильм основан на пьесе Джорджа Уокера из 6 сюжетов «Пригородный мотель».
Мотель «Ниагара» расположен вблизи популярного туристического аттракциона — Ниагарского водопада. На глазах меланхоличного и вечно пьяного менеджера мотеля, жена которого когда-то упала в Ниагарский водопад во время их медового месяца (Крейг Фергюсон), пересекаются судьбы нескольких людей — официантки родом из Квебека, которую новый знакомец уговаривает сняться в порнофильме, молодая парочка с криминальным прошлым, пытающаяся вернуть своего ребёнка, которого социальная служба отдала в приёмную семью, пара в возрасте за 40, чьи отношения близки к разрыву.

## В ролях
- Крейг Фергюсон — Филли, менеджер мотеля
- Дамир Андрей — Борис, сербский эмигрант, владелец отеля и забегаловки
- Питер Келеган — Генри
- Венди Крюсон — Лили, жена Генри
- Анна Фрил — Дениз, бывшая наркоманка
- Кристен Холден-Рид — R.J., бойфренд Дениз
- Кевин Поллак — Майкл, сутенёр и порнорежиссёр
- Каролин Даверна — Лоретта, официантка
- Кэтрин Фитч — Софи, дочь Бориса
- Том Барнетт — Дэйв, ухажёр Лоретты
- Норман Дано — Жиль, отец ребёнка Лоретты
- Дженет Лейн-Грин — социальный работник